# アラト
アラト (ラテン文字:Olot, Alat、ウズベク語: Olot / Олот、ロシア語: Алат) はウズベキスタン・ブハラ州の都市である。州都のブハラからは南西に約75kmの位置にある。トルクメニスタン側の国境の街テュルクメナバートからは約55kmである。2012年の人口は13,278人となっている。「オロト」と表記されることもある。

## 概要
1982年に都市として設立された。街の主な産業は製塩業であり、年間10万トンの塩を生産している。
街にはアジアハイウェイ5号線が通っている。またブハラとテュルクメナバートを結ぶウズベキスタン鉄道の駅がある。